# The Ultimate Fighter: Team Edgar vs. Team Penn Finale
The Ultimate Fighter: Team Edgar vs. Team Penn Finale foi um evento de artes marciais mistas promovido pelo Ultimate Fighting Championship, ocorrido em 6 de julho de 2014 no Mandalay Bay Events Center em Las Vegas, Nevada.

## Background
O evento contou com a terceira luta entre os ex-Campeões Peso Leve do UFC Frankie Edgar e B.J. Penn. Os dois se enfrentaram anteriormente no UFC 112 e UFC 118, ambas com vitória de Edgar por decisão unânime.
Também contou com as finais do The Ultimate Fighter: Team Edgar vs. Team Penn no peso Médio e Meio Pesado.

## Card Oficial
^ a: Final do TUF 19 no Peso Meio Pesado.

^ b: Final do TUF 19 no Peso Médio.

^ c: Drysdale havia vencido por finalização no primeiro round. Mudado para Sem Resultado após ele testar positivo para um alto nível de testosterona.

## Bônus da Noite
- Luta da Noite:  Jumabieke Tuerxun vs.  Leandro Issa
- Performance da Noite:  Leandro Issa,  Adriano Martins